# Інвер
Інвер (англ. Inver; ірл. Inbhear) — село в Ірландії, знаходиться в графстві Донегол (провінція Ольстер). Однойменна залізнична станція була відкрита 18 серпня 1893 та закрита 1 січня 1960.